# (15030) Matthewkroll
(15030) Matthewkroll est un astéroïde de la ceinture principale.

## Description
(15030) Matthewkroll est un astéroïde de la ceinture principale. Il fut découvert le 10 novembre 1998 à Socorro (Nouveau-Mexique) par le projet LINEAR. Il présente une orbite caractérisée par un demi-grand axe de 2,62 UA, une excentricité de 0,16 et une inclinaison de 1,8° par rapport à l'écliptique.